# Taos (langue)
Pour les articles homonymes, voir Taos (homonymie).
Le taos, aussi appelé tiwa, est une langue kiowa-tanoane du groupe de langues tiwa, parlée à pueblo de Taos dans le comté de Taos au Nouveau-Mexique aux États-Unis.